# Могила Раїси Терехової
Моги́ла Те́рехової Р. С. знаходиться у північно-західній частині громадського кладовища м Корець.

## Історія
Раїса Терехова народилась 1926 року в Орловській області. За направленням Комсомолу прибула на Рівненщину. За кілька місяців, які вона тут працювала багато зробила для відновлення районної організації Тсоавіахім, очолювала районний комітет товариства Червоного Хреста і Пів місяця. Також була активною учасницею відбудови та зміцнення Радянської влади на території Корецького району.
9грудня 1944 року разом з іншими активістами Раїса поїхала в село Новий Корець, де незадовільно проходила хлібозаготівля. Біля села заготівельники потрапили у засідку, організовану бійцями УПА. Терехова тоді отримала тяжкі поранення. Померла 11 грудня 1944 року у військовому лазареті м. Новоград-Волинського Житомирської області.
29 жовтня 1986 року на могилі проведено заміну дерев'яного обеліска. Учнями середніх шкіл № 1 і № 3 проведено «ярмарки солідарності» і за виручені на них кошти спорудили пам'ятник.

## Опис об'єкта
На могилі встановлено прямокутну стелу з фігурними елементами. На передній частині стели розміщено барельєфне зображення комсомольського значка, а знизу обеліска базальтову пам'ятну плиту з написом:
«Терехова Раиса Семеновна.
1926—1944.
Погибла от рук украинских буржуазных националистов.
От учащихся средних школ г. Корец.»
Розміри могили: 2,0×0,8 м;
Стела: 1,65×0,5×0,8 м;
Плита: 0,3×2,6 м.